# Grandevent
Grandevent es una comuna suiza situada en el cantón de Vaud. Tiene una población estimada, a fines de 2021, de 237 habitantes.
Está situada en el distrito de Jura-Nord vaudois. Limita de norte a sureste con la comuna de Fontaines-sur-Grandson, al suroeste con Novalles, y al noroeste con Bullet.
La comuna hizo parte hasta el 31 de diciembre de 2007 del distrito de Grandson, círculo de Grandson.